# Cementálás (acél)
Cementálás - régi nevén szénítés - egy olyan termokémiai eljárás, amelynek során kis széntartalmú, egyébként nem edzhető acél (C <0,1-0,3%) felületének széntartalmát dúsítják későbbi (felületi) edzés céljából. A cementálás a betétedzés része.
A cementálás nagy hőmérsékletre hevített széntartalmú közegben történik, melynek során az atomossá vált szén bediffundál a cementálandó alkatrész felületébe, megemelve annak széntartalmát - így az acél edzhetővé válik.
A szénben dúsult réteg vastagsága és széntartalma függ a felhasznált acél minőségétől és a cementálás körülményeitől: általában 0,5 mm és 2 mm közötti szénben dúsult (cementált) rétegvastagságot lehet elérni számottevő szemcsedurvulás nélkül.

## Alkalmazási terület
Cementálást olyan acélból készült alkatrészeken végeznek, amelyeknél működés közben nagy felületi keménység (52-60-65 HRc), mint például: dugattyú csapszeg, sebességváltó fogaskerék, bütykös tengely.
A cementált réteg - hőkezelés nélkül - magas széntartalma ellenére lágy, könnyen forgácsolható. A cementált alkatrész nagy felületi keménységét a cementálást követő edzéssel vagy nemesítésselérik el.

## A cementálás módjai
- szénben végzett izzítás; A legrégebben ismert és legegyszerűbb technológia, melynek során az acélt faszénben izzítják. Hátránya a szabályozatlanság, készítőjétől nagy ügyességet és gyakorlottságot kíván, időigényes.
- faszénpor és bárium-karbonát katalizátor keverékébe ágyazott cementálandó munkadarabot légmentesen lezárják, majd villamos fűtésű kemencében 8-10 órán át 850°C - 950°C-on tartják, melynek során létrejön a megfelelő rétegvastagság.
- folyékony sófürdőben végzett cementálás; A folyékony sófürdőben végzett cementálás lényege, hogy a megolvasztott széntartalmú sófürdőbe (sárgavérlúgsó) mártott acéltárgynak a sófürdő széntartalma egy részét átadja.[4]

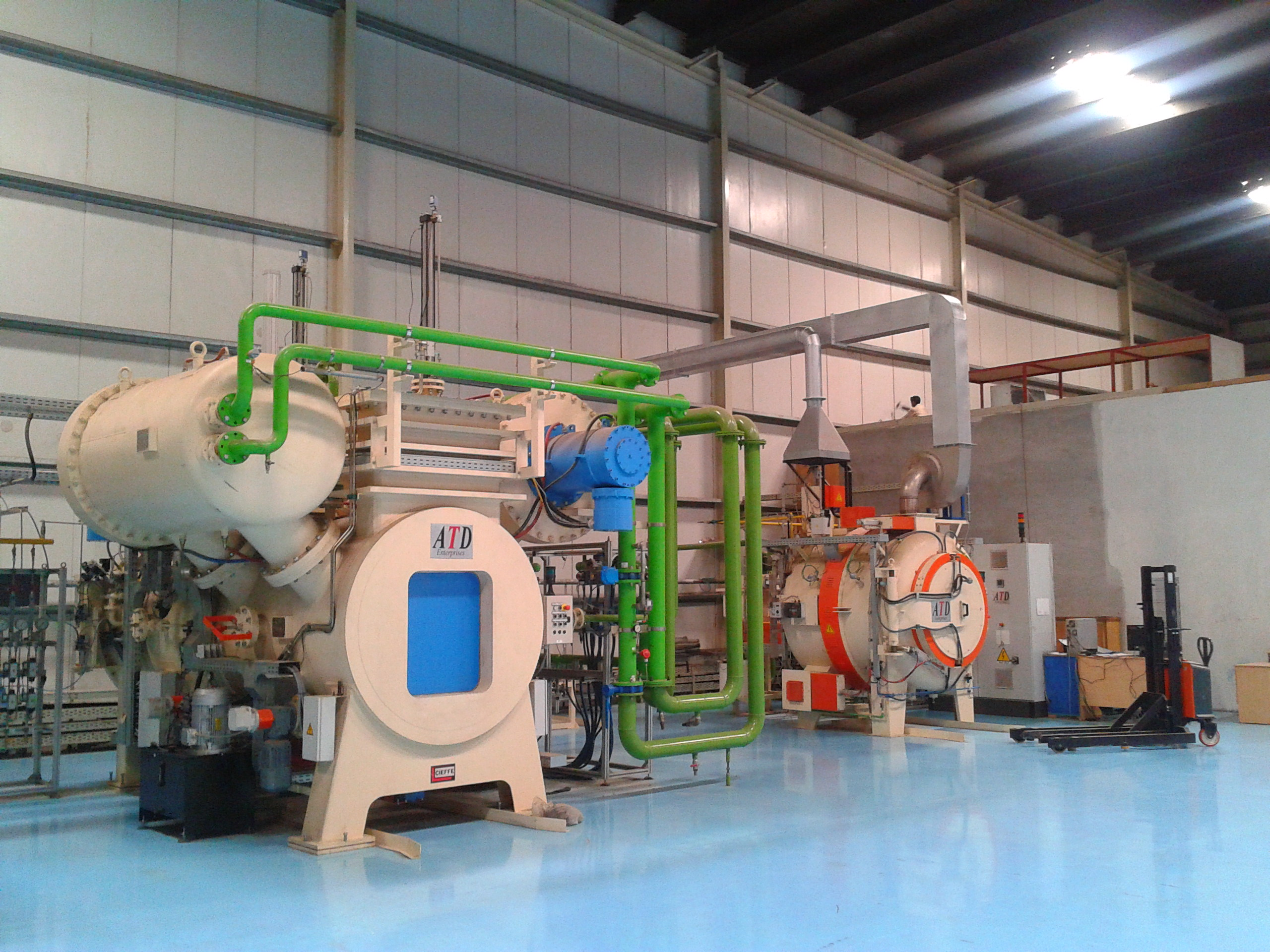
Modern, számítógép vezérlésű gázcementáló kemence

- gázcementálás; Leggyakrabban metánt vagy metanolt használnak erre a célra. A metán hátránya az alkatrészek felületének kormozódásában jelentkezik.

Az ipari gyakorlatban a legelterjedtebb a gázcementálás, a többi cementálási technológia már csak szórvány jelleggel fordul elő. A gáz- és sófürdős cementálás során nemcsak szén, hanem nitrogén diffúziója is létrejöhet (karbonitridálás, nitrocementálás), amely tovább javíthatja az acél tulajdonságait.
A gázcementálás
- gyors,
- tiszta,
- egyenletes minőségű és
- könnyen reprodukálható.

## A cementálás előnyei
- Megfelelő technológia alkalmazásával egyenletes, jó minőségű, szabályozott vastagságú, szénben dúsult réteg érhető el, amely a cementálást követő hőkezeléssel kopásálló, „üvegkemény” felületet és szívós magot képez.
- Tömeggyártással nagyon olcsón gyártható alkatrészek készíthetőek (például a járműgyártás részére sebességváltó fogaskerekek).
- A technológiával bonyolult alkatrészek is elkészíthetőek: közbenső műveletek (például egyengetés, esztergálás) és utólagos műveletek (edzés, felületkikészítés, köszörülés, tükrösítés, stb.) megfelelő kombinációival.

## A cementálás hátrányai
- többnyire idő- és energiaigényes;
- hosszú hőntartási idő miatt egyes cementálandó acélfajtákban szemcsedurvulás következhet be;
- egyes alkatrészek a cementálást követő edzés során vetemedhetnek (például furatos fogaskerekek, bütykös tengelyek);
- szénvesztés (dekarbonizáció) is kialakulhat. A helyenként, foltokban kialakuló elégtelen széntartalom miatt viszont az alkatrész nem egyenletesen edződik be, lágyfoltosság alakul ki.[5]
- némely technológia cementálószer-maradéka veszélyes hulladéknak számít, például a faszenes cementálóközeg a használt bárium-karbonát katalizátor miatt. Hasonló okokból egyre kevesebb helyen használnak ciános sófürdőket.
- sok esetben nem oldható meg a cementálási hőmérsékletről a cementálást követő edzés, ha például
  - csak az alkatrész egyes felületeinek cementálására van szükség, akkor közbenső forgácsolással távolítják el a szükségtelenül cementálódott felületeket,
  - karcsúbb kialakítású, a hőtől elvetemedett darab meleg egyengetése szükséges, stb.

Ilyen esetekben az edzési hőmérsékletre való ismételt felfűtés növeli a költségeket.

## A cementálás időigénye
A cementálás időigénye a cementáló tér (közeg és munkadarab) egyenletes, aránylag lassú felfűtéséből és a tényleges cementálási időből tevődik össze.
- szilárd (faszén+katalizátor) esetén óránként körülbelül 0,1mm szénben dúsult réteg keletkezik, amelynek széntartalma 0,7-0,8% körül van. Cementálási hőmérséklet 850°C - 950°C.
- sófürdő alkalmazása esetén 850°C - 870°C-on 30 perc alatt 0,2-0,25mm cementált réteg keletkezik. Efölötti hőmérsékleten mérgező gázok keletkeznek a ciánsók párolgása miatt.
- gázcementálás esetén 930°C - 950°C-on 30 perc alatt 0,3-0,4mm cementált réteg keletkezik.

## Cementálható acélfajták
Cementálható minden olyan acél, amelynek széntartalma a cementálás előtt 0,3% alatt van, így például a néhány szerkezeti acél és -acélcső (perselyek készítése). Kifejezetten cementálás céljára kifejlesztett acélfajták a betétben edzhető acélok, amelyek ötvöző tartalmuk miatt a cementálást követő edzés után szívós maggal és finomabb szemcséjű cementált kéreggel rendelkeznek, mint az elektroacélok.
Természetesen nem minden acél cementálható és nem mindenféle széntartalmú közeggel. A cementálás hatásossága a karbonpotenciáltól függ.

### Karbonpotenciál
A cementáló közeg karbonpotenciálja azt fejezi ki, hogy a közeg az adott hőmérsékleten a cementálandó munkadarab felületén milyen széntartalommal (karbontartalommal) tart egyensúlyt. Ha például valamely cementálószernek adott hőmérsékleten a karbonpotenciálja 1%, akkor az 1%-nál kisebb széntartalmú acél legfeljebb 1%-os karbontartalmúra cementálódik, a nagyobb mennyiségű szenet tartalmazó acél széntartalma viszont 1%-ra dekarbonizálódik (vagyis szenet veszít).
A cementáló közeg adott karbonpotenciálja és az acél felületének széntartalma között a kinetikai feltételektől függően rövidebb-hosszabb idő alatt egyensúly áll be. A felület széntartalmának megnövekedése kémiai potenciálkülönbséget idéz elő a munkadarab belső részeihez képest, ez a diffúzió hajtóereje. Ha a cementáló közegből elegendő utánpótlást kap az acél felületétől befelé diffundáló atomos szén, akkor bizonyos idő elteltével dinamikus egyensúly áll be a közeg karbonpotenciálja és az acél felületének széntartalma között.

## Lásd még
Acél